# Meilleur footballeur azerbaïdjanais de l'année

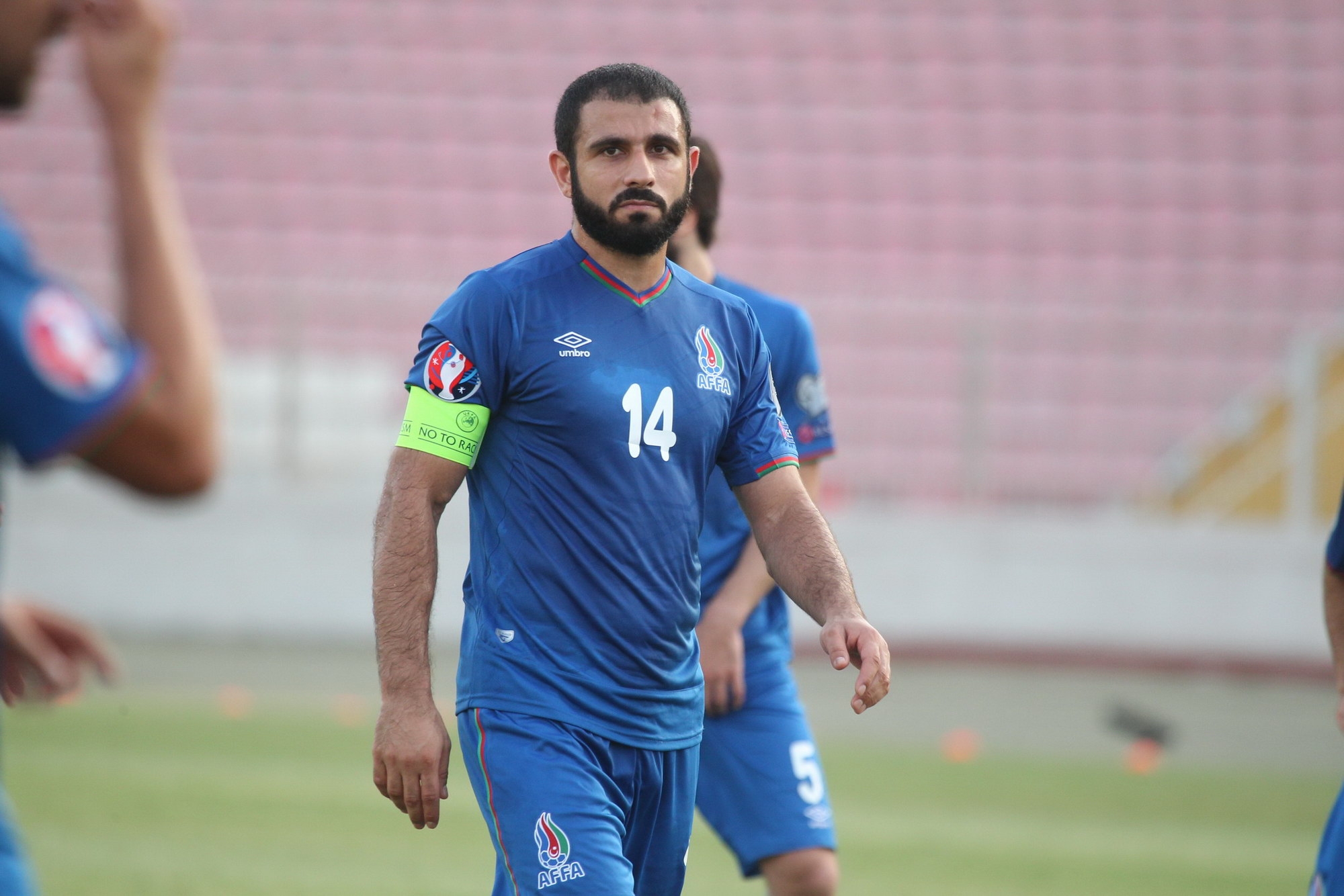
Rashad Sadygov, footballeur le plus titré dans la catégorie de meilleur footballer azerbaïdjanais de l'année

Le titre de Meilleur footballeur azerbaïdjanais de l'année (en azéri Azərbaycanda ilin futbolçusu) est un trophée annuel azerbaïdjanais existant depuis 1991 récompensant le meilleur joueur du championnat d'Azerbaïdjan, élu par différents journalistes de la presse et des médias du pays,.

## Vainqueur
| Saison | Vainqueur       | Deuxième           | Troisième                                     |             |
| ------ | --------------- | ------------------ | --------------------------------------------- | ----------- |
| 1991   | Samir Alakbarov |                    |                                               |             |
| 1992   | Samir Alakbarov |                    |                                               |             |
| 1993   | Samir Alakbarov |                    |                                               |             |
| 1994   | Yunis Hüseynov  |                    |                                               |             |
| 1995   | Non décerné     | Non décerné        | Non décerné                                   | Non décerné |
| 1996   | Vidadi Rzayev   |                    |                                               |             |
| 1997   | Faig Jabbarov   |                    |                                               |             |
| 1998   | Yunis Hüseynov  |                    |                                               |             |
| 1999   | Tarlan Ahmadov  | Zaur Tagizade      | Gurban Gurbanov                               |             |
| 2000   | Emin Agayev     | Tarlan Ahmadov     | Emin Guliyev                                  |             |
| 2001   | Zaur Tagizade   | Jahangir Hasanzade | Mahmud Gurbanov                               |             |
| 2002   | Samir Aliyev    | Kamal Guliyev      | Tarlan Ahmadov                                |             |
| 2003   | Gurban Gurbanov | Farrukh Ismayilov  | Kamal Guliyev                                 |             |
| 2004   | Rashad Sadygov  | Zaur Ramazanov     | Emin Guliyev                                  |             |
| 2005   | Rashad Sadygov  | Zaur Tagizade      | Anatoli Ponomaryov                            |             |
| 2006   | Jeyhun Sultanov | Farhad Valiyev     | André Luiz Ladaga                             |             |
| 2007   | Mahmud Gurbanov | Zaur Ramazanov     | Branimir Subašić                              |             |
| 2008   | Kamran Agayev   | Rashad Sadygov     | Zaur Ramazanov                                |             |
| 2009   | Vagif Javadov   | Rashad Sadygov     | Mahir Shukurov                                |             |
| 2010   | Rashad Sadygov  | Kamran Agayev      | Ruslan Abishov                                |             |
| 2011   | Rauf Aliyev     | Afran Ismayilov    | Ruslan Abishov                                |             |
| 2012   | Ruslan Abishov  | Javid Imamverdiyev | Vüqar Nadirov                                 |             |
| 2013   | Rashad Sadygov  | Rauf Aliyev        | Kamran Agayev, Ruslan Abishov, Mahir Shukurov |             |
| 2014   | Gara Garayev    | Badavi Guseynov    | Rashad Sadygov                                |             |

## Gardien de but de l'année du championnat
| 2009 | Kamran Agayev | Xəzər Lənkəran |
| 2011 | Kamran Agayev | Xəzər Lənkəran |
| 2012 | Kamran Agayev | Xəzər Lənkəran |